# Bahnstrecke Kumla–Yxhult
| Yxhult etwa 1965, Diesellok SJ Z65 |                                        |                                            |                                            |
| Streckennummer: | KYJ / bei Trafikverket: 62             |                                            |                                            |
| Streckenlänge: | 8 km                                   |                                            |                                            |
| Spurweite: | 1435 mm (Normalspur)                   |                                            |                                            |
| Streckengeschwindigkeit: | bei Eröffnung 30 km/h, ab 1943 50 km/h |                                            |                                            |
| |                                        |                                            |                                            |
| \| \| 9,6 \| Norrtorp \| 1986– \| \| \| 8,0 \| Närkes Kvarntorp \| 1942–; (1943–1954 Pers.-Halt) \| \| \| \| Mossby \| \| \| \| 1,4 0,0 \| Hynneberg \| 1946–1987 \| \| \| 6,0 \| Hällabrottet (Yxhult) \| 1884–1983 \| \| \| 4,5 \| Örsta \| 1945–1952 \| \| \| \| Norstorp \| 1884–1904 \| \| \| \| Godsstråket genom Bergslagen von Hallsberg \| \| \| \| 0,0 \| Kumla C \| Kumla C \| \| \| \| Godsstråket genom Bergslagen nach Örebro \| \| \| \| \| \| \| \| Quellen: [1][2] \| \| \| \| |                                        |                                            |                                            |
| Betriebsstelle Streckenanfang | 9,6                                    | Norrtorp                                   | 1986–                                      |
| Blockstelle | 8,0                                    | Närkes Kvarntorp                           | 1942–; (1943–1954 Pers.-Halt)              |
| ehemalige Blockstelle |                                        | Mossby                                     | Mossby                                     |
| Abzweig geradeaus und ehemals von links · Betriebsstelle Streckenende und quer (Strecke außer Betrieb) | 1,4 0,0                                | Hynneberg                                  | 1946–1987                                  |
| ehemaliger Bahnhof | 6,0                                    | Hällabrottet (Yxhult)                      | 1884–1983                                  |
| ehemaliger Haltepunkt / Haltestelle | 4,5                                    | Örsta                                      | 1945–1952                                  |
| ehemalige Blockstelle |                                        | Norstorp                                   | 1884–1904                                  |
| Abzweig geradeaus und von links |                                        | Godsstråket genom Bergslagen von Hallsberg | Godsstråket genom Bergslagen von Hallsberg |
| Bahnhof | 0,0                                    | Kumla C                                    | Kumla C                                    |
| Strecke |                                        | Godsstråket genom Bergslagen nach Örebro   | Godsstråket genom Bergslagen nach Örebro   |
| |                                        |                                            |                                            |
| Quellen: |                                        |                                            |                                            |

Die Bahnstrecke Kumla–Yxhult (Kumla–Yxhults Järnväg) ist eine normalspurige schwedische Eisenbahnstrecke. Bei ihrer Inbetriebnahme am 12. November 1883 war die sechs Kilometer lange Strecke in Privatbesitz und diente dem Transport von Kalksteinen.
Heute führt sie von Kumla nach Kvarntorp und ist 9,6 km lang. Seit 1983 ist die Strecke im Besitz des schwedischen Staates.

## Geschichte
Erbauer der Strecke war die private Yxhults stenhuggeriaktiebolag, die die Eisenbahn für den Transport von Kalkstein benötigte. Für den allgemeinen öffentlichen Güterverkehr wurde die Strecke am 24. Dezember 1885 freigegeben. Nach und nach wurde die Strecke ausgebaut, zunächst für die Kalkindustrie um das Jahr 1900, dann 1942 für die Schwedische Schieferöl-Aktiengesellschaft (schwedisch Svenska skifferoljeaktiebolaget) in Kvarntorp. Dieser Streckenabschnitt wurde am 1. November 1942 für den Güterverkehr freigegeben.
1945/1946 erfolgte der Anschluss des ersten Ytongwerkes in Hynneberg. Die Ytong AB übernahm die Strecke 1954 und verkaufte sie 1973 an die Yxhult AB weiter.
Mitte der 1980er Jahre wurde Sakab, ein Unternehmen in Kvarntorp, angeschlossen. Dieses Unternehmen übernimmt die Entsorgung von gefährlichen Abfällen und die Behandlung von kontaminierten Flächen sowie Industrieabfällen und Hausmüll.

## Verkehr

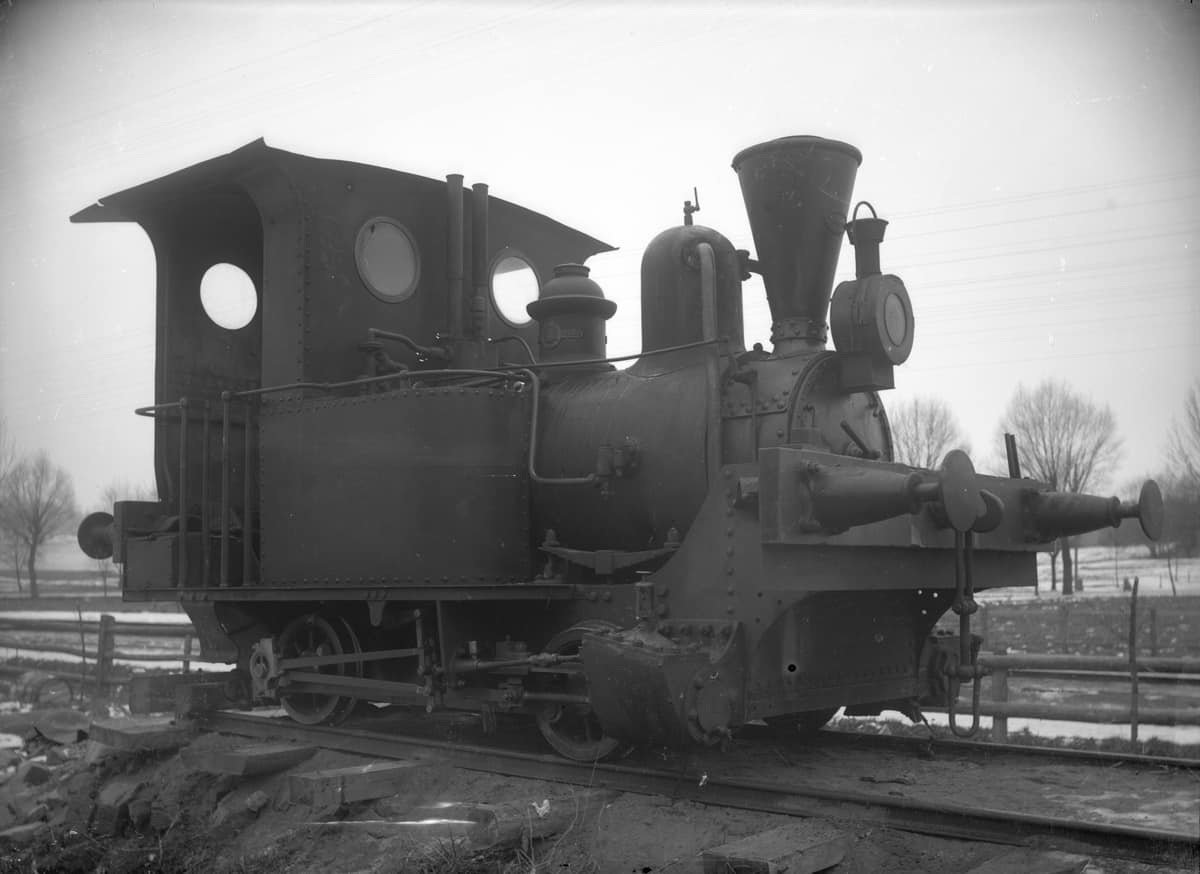
Kumla–Yxhult Järnväg Nr. 1 Yxhult

Für den Betrieb der Strecke setzte die Gesellschaft im Laufe der Jahre neun Dampflokomotiven ein. Die erste von ihnen wurde 1883 von Kristinehamns Mekaniska Verkstad geliefert.
1930 wurde von Statens Järnvägar eine Lokomotive der ehemaligen Sveriges & Norges Järnvägar AB gekauft, die als KYJ 5 bis 1936 im Einsatz war.
Die letzten Dampflokomotiven waren bis zum 31. Mai 1964 im Einsatz, dann wurden sie durch eine 1964 von Kalmar Verkstad gebaute Diesellokomotive des Typs SJ Z65 (KYJ Z65 10) ersetzt.
Der Personenverkehr begann am 26. März 1943, als viele Pendler aus Kumla nach Kvarntorp zu befördern waren. Die maximale Geschwindigkeit auf der Strecke wurde von 30 auf 50 km/h erhöht. Der Personenverkehr wurde am 1. November 1954 eingestellt. Der Güterverkehr von Yxhult nach Hynneberg endete 1980.
Die Strecke war bis 30. April 1983 im Besitz der Yxhult AB, die sie für 700.000 SEK an den Staat verkaufte. Die Betriebsführung hatte vom 1. Mai 1983 bis 30. Juni 1988 Statens Järnvägar (SJ). Seither wird die Strecke von Banverket bzw. seit 2010 von Trafikverket verwaltet. Seit 1. Juli 1988 ist Örebro län für den Güterverkehr verantwortlich.
Der Hauptverkehr wird heute von den Transporten zu und von Sakab erbracht, die Züge fahren auf der als Anschlussgleis ausgewiesenen Strecke zwischen Kumla und Närkes Kvarntorp ohne offizielle Geschwindigkeitsangabe.